# Nicole Fessel
Nicole Fessel (n. 19 martie 1983, Annweiler am Trifels, Renania-Palatinat, Germania) este o schioară de fond ce a reprezentat Germania, medaliată olimpică. A participat la 3 ediții ale Jocurilor Olimpice (2006, 2010, 2014) în care a câștigat o medalie de bronz.